# Lotharings

-- HET FRANSE TAALLANDSCHAP --
Verspreiding van talen en streektalen in Frankrijk, Wallonië en Franstalig Zwitserland

Het Lotharings (Lorrain in het Frans), ook wel Lorreins genoemd, is een oïl-taal, de verzamelnaam voor de Romaanse streektalen gesproken in de Franse regio Lotharingen (Lorraine). Het wordt ook in de aangrenzende Gaume gesproken, in België, waar het als Gaumais aangeduid wordt.
Ooit werd het gehoord in de Vogezen, waar het zijn archaïsche vormen had bewaard (tchaté in de plaats van château bv.), maar de taal staat op dit moment op voet van uitsterven.
Naast het Lorreins wordt in Lotharingen ook Lotharingisch gesproken, een Frankisch dialect.